# Île Moukmouk
L'Île Moukmouk est une île du lac Duparquet située en Abitibi-Témiscamingue au Québec (Canada).

## Toponymie
Le nom de l'île a été donné par la compagnie Normick Perron, qui a été propriétaire de l'île de 1957 aux années 1980. Le choix du nom à consonance exotique s'explique par l'éloignement de l'île, considéré comme un paradis pour la chasse et la pêche, par rapport à La Sarre.

## Géographie
Cette île du sud du lac Duparquet a une longueur de 2 km par une largeur de 0,5 km.

## Histoire
En 1957, Michel Perron, l'un des dirigeants de la compagnie Normick Perron fait l'acquisition de l'île no 39 du lac Duparquet. Il y construit d'abord le chalet familial. 
À partir de 1960, la vocation de l'île change et les frères Perron commencent à y inviter leurs clients et relations d'affaires sur cette île, pour y offrir un séjour loin de la ville. Les installations furent agrandies pour y accommoder une vingtaine de personnes. Certains visiteurs chanceux revenaient avec un orignal, d'autres simplement avec une conserve de lait concentré sucré avec une photo de l'île, témoignant de l'humour des propriétaires.
Selon Michel Perron, le nom de l'île "Moukmouk" proviendrait d'une blague de l'un des visiteurs. Ce nom à consonance étrangère fit mouche parmi les visiteurs et aussi parce que les frères Perron ne manquaient pas d'humour, ils décidèrent de baptiser leur île « Moukmouk » et installèrent un panneau avec ce nom à l'entrée de l'île.
Les installations de l'île ont été utilisées pour les Jeux du Québec de l'été 1973 qui se sont tenus à Rouyn-Noranda. Le Conseil québécois des évêques y a aussi tenu son congrès à la fin des années 1970. L'île est vendue à la fin des années 1980, en même temps que Normick Perron.

## Culture populaire
En Abitibi-Témiscamingue, puis dans le reste du Québec, l'Île Moukmouk a donné naissance à l'expression « à l'Île Moukmouk » ou « aux Îles Moukmouk », qui désigne un lieu indéfini, lointain. Cette expression est utilisée pour éviter de répondre à une question concernant une destination.

### Webographie
- Ressources relatives à la géographie :   - Banque de noms de lieux du Québec
  - Base de données toponymiques du Canada